# Valerie Davies
Valerie Davies, född 29 juni 1912 i Cardiff, död augusti 2001 i Newport, var en brittisk simmare.
Davies blev olympisk bronsmedaljör på 100 meter ryggsim vid sommarspelen 1932 i Los Angeles.